# V376 Андромеды
V376 Андромеды (лат. V376 Andromedae), HD 15922 — тройная звезда в созвездии Андромеды на расстоянии приблизительно 599 световых лет (около 184 парсеков) от Солнца. Возраст звезды определён как около 1,58 млрд лет.
Пара первого и второго компонентов — двойная затменная переменная звезда типа Беты Лиры (EB). Видимая звёздная величина звезды — от +8m до +7,68m. Орбитальный период — около 0,7987 суток (19,168 часов).

## Характеристики
Первый компонент — белая звезда спектрального класса A4V или A0. Масса — около 2,491 солнечных, радиус — около 2,662 солнечных, светимость — около 30,441 солнечных. Эффективная температура — около 8350 K.
Второй компонент — белая звезда спектрального класса A. Масса — около 0,759 солнечной, радиус — около 1,549 солнечного, светимость — около 6,139 солнечных. Эффективная температура — около 7335 K.
Третий компонент — коричневый карлик. Масса — около 24,03 юпитерианских. Удалён на 1,902 а.е..